# Kimbiseoga wae geureolkka
Kimbiseoga wae geureolkka (kor. 김비서가 왜 그럴까) – południowokoreański serial telewizyjny. Główne role odgrywają w nim Park Seo-joon oraz Park Min-young. Serial emitowany był na kanale tvN od 6 czerwca do 26 lipca 2018 roku, w środy i czwartki o 21:30.

## Fabuła
Serial obraca się wokół ambitnego wiceprezesa dużej korporacji, Lee Young-joona, i jego wysoko kompetentnej sekretarki, Kim Mi-so. Gdy Kim Mi-so ogłasza, że zrezygnuje ze stanowiska po dziewięciu latach pracy, Young-joon robi wszystko, co w jego mocy, aby Mi-so pozostała przy nim.

## Obsada

### Główna
- Park Seo-joon jako Lee Young-joon/Lee Sung-hyun 
  - Moon Woo-jin jako 9-letni Lee Young-joon
- Park Min-young jako Kim Mi-so
  - Kim Ji-yoo jako 5-letnia Kim Mi-so

### W pozostałych rolach

#### Rodzina Lee Young-joona
- Lee Tae-hwan jako Lee Sung-yeon/Morpheus
  - Bae Gang-yoo jako młody Lee Sung-yeon
- Kim Byeong-ok jako przewodniczący Lee
  - Go Se-won jako młody przewodniczący Lee
- Kim Hye-ok jako Madame Choi

#### Rodzina Kim Mi-so
- Baek Eun-hye jako Kim Pil-nam
- Heo Sun-mi jako Kim Mal-hee
- Jo Deok-hyun jako Kim Young-man

#### Yumyeon Group
- Kang Ki-young jako Park Yoo-sik
- Hwang Chan-sung jako Go Gwi-nam
- Pyo Ye-jin jako Kim Ji-a
- Kim Ye-won jako Sul Ma-eum
- Hwang Bo-ra jako Bong Se-ra
- Lee Yoo-joon jako Jung Chi-in
- Lee Jung-min jako Lee Young-ok
- Kim Jung-woon jako Park Joon-hwan
- Kang Hong-suk jako Yang Cheol
- Bae Hyun-sung jako stażysta